# Villanueva del Rey
Villanueva del Rey é um município da Espanha na província de Córdova, comunidade autónoma da Andaluzia. Tem 215 km² de área e em 2021 tinha 997 habitantes (densidade: 4,6 hab./km²).

## Demografia
| Variação demográfica do município entre 1991 e 2004 | Variação demográfica do município entre 1991 e 2004 | Variação demográfica do município entre 1991 e 2004 | Variação demográfica do município entre 1991 e 2004 |
| --------------------------------------------------- | --------------------------------------------------- | --------------------------------------------------- | --------------------------------------------------- |
| 1991                                                | 1996                                                | 2001                                                | 2004                                                |
| 1317                                                | 1259                                                | 1224                                                | 1232                                                |